# Pristimantis matidiktyo
Pristimantis matidiktyo es una especie de anfibio anuro de la familia Craugastoridae.

## Distribución geográfica
Esta especie es endémica del este de Ecuador. Se encuentra en las provincias de Orellana, Pastaza, Napo y Morona-Santiago hasta 560 m sobre el nivel del mar.

## Descripción
Los machos miden de 17 a 22 mm y las hembras 24 mm.

## Publicación original
- Ortega-Andrade & Valencia, 2012: A New Species of the Pristimantis frater Group (Anura: Strabomantidae) from the Eastern Evergreen Lowland Forests Of Ecuador. Herpetologica, vol. 68, n.º 2, p. 244-255.[3]